# Derry
Derry [ˈdɛɹɪ] (offiziell Londonderry, zum Namensstreit siehe unter Geschichte; irisch Doire Cholm Chille [ˈdɛɾʲə ˌxɔɫəm ˈçɪl̠ʲə], deutsch ‚Eichenhain des (hl.) Columcille‘, oder meist kurz Doire ‚Eichenhain‘) ist eine Stadt in Nordirland. Sie ist mit etwa 85.000 Einwohnern (Stand 2008) die zweitgrößte Stadt Nordirlands und viertgrößte der irischen Insel. Sie liegt am River Foyle in der historischen Grafschaft (County) Londonderry nahe der Grenze zur Republik Irland. Die Stadt Derry war seit 1973 Teil des größeren Districts Derry, zu dem auch das ländliche Umland der Stadt gehörte, und ist seit 2015 Teil des Districts Derry City and Strabane. Derry ist nunmehr einer der beiden Verwaltungssitze des Distrikts Derry City and Strabane.

## Geschichte und Verwendung der verschiedenen Stadtnamen

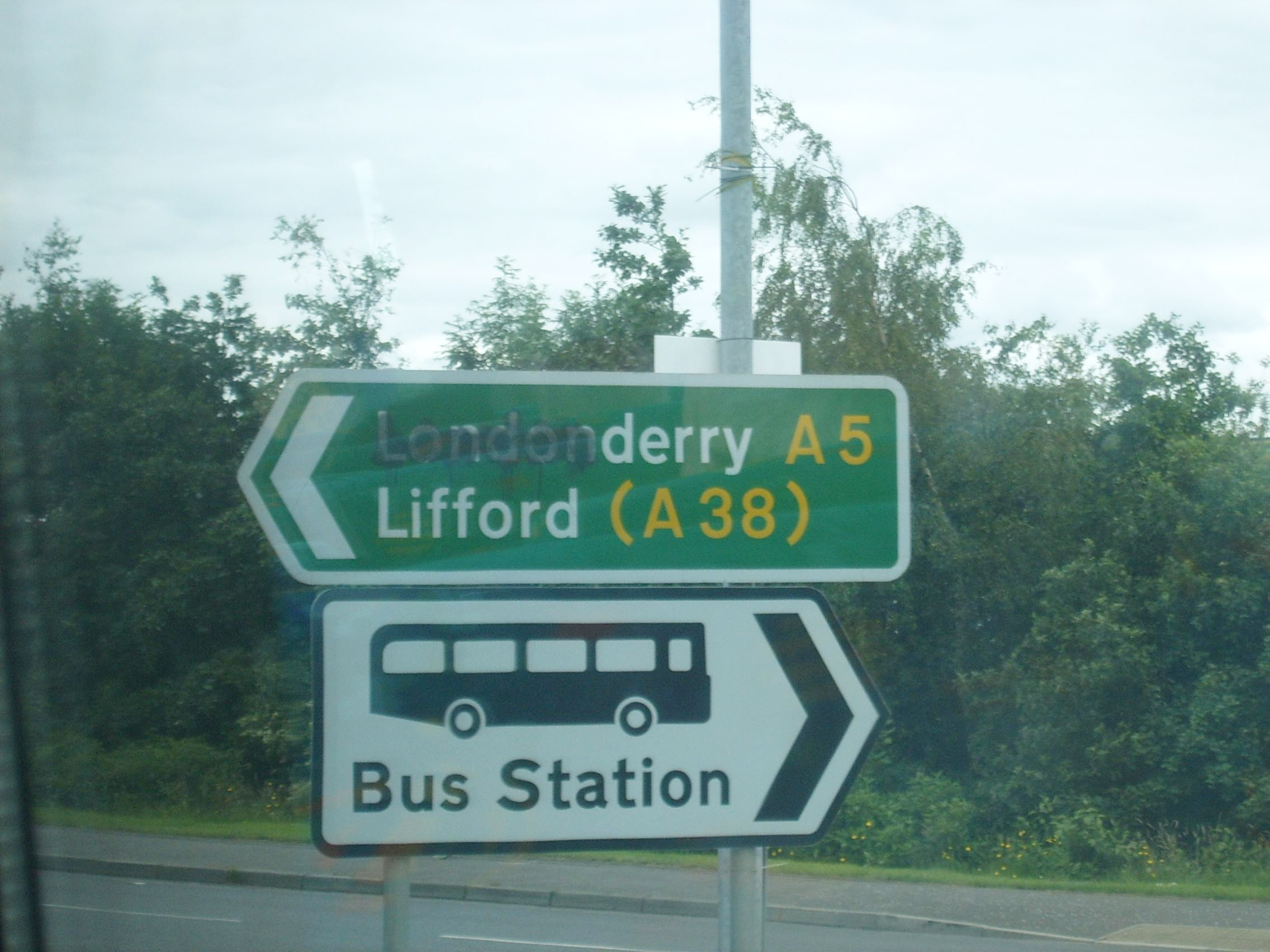
Wegweiser in Nordirland nach „Londonderry“

Im 17. Jahrhundert wurde die Bezeichnung City of Londonderry von den protestantischen Siedlern im Rahmen der Plantation of Ulster (siehe Geschichte Nordirlands und Plantations) zur Anerkennung der Spenden einiger Londoner Handelsorganisationen für den Aufbau der neuen Stadtbefestigung kreiert. Bereits damals wurde diese Bezeichnung wegen des als unlogisch empfundenen Zusatzes London- zum alten irisch-gälischen Namen jedoch von den meisten Einwohnern abgelehnt und hat sich nicht im allgemeinen Sprachgebrauch gefestigt.
Vor den politischen Auseinandersetzungen des Nordirlandkonflikts Ende der 1960er-Jahre bedeutete der Gebrauch von Derry oder Londonderry noch keine besondere politische Stellungnahme, und die meisten Bewohner (auch die protestantischen) hatten ohne Bedenken die alte Form Derry verwendet. Von den Großbritannien treuen Unionisten (meist Protestanten) wird jedoch seitdem die Bezeichnung Londonderry bewusst bevorzugt, Derry von den nationalistischen (meist katholischen und irischstämmigen) Einwohnern. Seit den Troubles hatten vor allem die Medien, die politisch neutral bleiben wollten, ein Problem. Insbesondere einige Radiosprecher, namentlich der Radioreporter Gerry Anderson, verwendeten fortan konsequent einen Schrägstrich (engl. stroke). Gesprochen hieß das dann Derry-Stroke-Londonderry. Als neutrale und im Alltag häufig – manchmal auch sarkastisch – benutzte Kurzform ist daher auch Stroke City verbreitet.

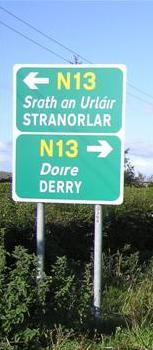
Wegweiser in der Republik Irland (hier in County Donegal) verwenden irisch Doire und englisch Derry

Neben Derry bzw. Londonderry und Stroke City existieren im allgemeinen Sprachgebrauch noch weitere Namen für die Stadt, die meist vom politischen Hintergrund des Sprechers abhängen:
- Doire Cholm Chille [ˈderʲə ˌxoɫəm ˈxʲiɫʲə], deutsch ‚Eichenhain des (hl.) Columcille‘, oder kurz Doire ‚Eichenhain‘ ist der ursprünglich irische Name der Stadt.
- The Maiden City ‚die jungfräuliche Stadt‘, in Anspielung darauf, dass Derry trotz längerer Belagerungen nie eingenommen wurde. Die bedeutendste Belagerung durch Truppen des katholischen Königs James II. (Siege of Derry) dauerte 105 Tage.
- The Walled City ‚die von Mauern umgebene Stadt‘. Diese Bezeichnung verweist auf die bis heute erhaltene Stadtmauer.
- Foyle, nach dem gleichnamigen Fluss, der durch Derry fließt.

1984 wurde der zuvor nach Londonderry benannte District durch den City Council in Derry umbenannt. Der Derry City Council verabschiedete im Januar 2003 einen Antrag, dass Londonderry auch nicht mehr als offizieller Name der eigentlichen Stadt zu behandeln sei und Derry und Londonderry gleichzustellen seien. Im April 2006 beantragte der Derry City Council beim High Court of Northern Ireland, festzustellen, dass der Name der Stadt Derry sei oder andernfalls dahingehend zu ändern sei. Das Gericht entschied, dass die 1984 erfolgte Umbenennung des Districts keinen Einfluss auf den Namen der eigentlichen Stadt habe. Der offizielle Name der Stadt sei Londonderry; um dies zu ändern, müsse die Royal Charter aus dem Jahr 1662 entweder durch ein Gesetz oder königliche Anordnung modifiziert werden. Der Antrag Sinn Féins, eine entsprechende Eingabe an den Privy Council zu senden, wurde im März 2010 im Derry City Council mit den Stimmen von SDLP und Unionisten abgelehnt. Deren Gegenvorschläge fanden ebenfalls keine Mehrheit.
In der englischsprachigen Welt wird meist von Derry gesprochen, nur in Großbritannien fast durchgängig von Londonderry. Im Deutschen werden beide Stadtnamen verwendet. Zur Umgehung der Problematik verwendet die nordirische Eisenbahn bei Durchsagen oder Zugzielanzeigen durchgehend die Bezeichnung „Derry – Londonderry“; nordirische Fernbusse zeigen „L/Derry“ an, während an Bussen oder auch Straßenschildern der Republik Irland grundsätzlich „Derry“ und der irische Name Doire zu lesen ist.

## Stadtwappen und Motto

Stadtwappen

Das Wappen von Derry bildet ein zweigeteilter Schild, unter dem auf einem Spruchband das lateinische Motto Vita, Veritas, Victoria ‚Leben, Wahrheit, Sieg‘ steht.
Den oberen Bereich des Schildes (das sogenannte Feld) bildet das Stadtwappen der City von London, das Georgskreuz (ein durchgezogenes, rotes Kreuz auf weißem Grund) mit einem roten Schwert im (heraldisch) rechten oberen Viertel, belegt mit einer goldenen irischen bzw. keltischen Harfe im Kreuzmittelpunkt. Der darunterliegende Schildteil des Wappens hat einen schwarzen Grund und zeigt ein goldenes menschliches Skelett, das – den Kopf auf den rechten Arm gestützt – auf einem grünen, moosbewachsenen Stein sitzt, sowie eine weiße Burg mit drei Türmen in der linken oberen Ecke.
Die auf dem Wappen abgebildete Burg stellt aller Wahrscheinlichkeit nach die heute nur noch als Ruine bestehende Burg des Richard Og de Burgh, 2. Earl of Ulster, (Graf von Ulster) in Greencastle in der Nähe von Derry aus dem frühen 14. Jahrhundert dar. Über die Bedeutung des Skelettes im Wappen gibt es verschiedene Theorien. Die populärste und am meisten rezipierte Version ist, dass es sich bei dem Skelett um einen im Volksmund „Walter“ genannten Cousin von Richard de Burgh handelt, der von diesem lebendig eingemauert wurde. Wahrscheinlicher ist jedoch, dass es sich um eine reine symbolhafte Darstellung handelt, die keiner konkreten Person zugeordnet werden kann.

## Geschichte

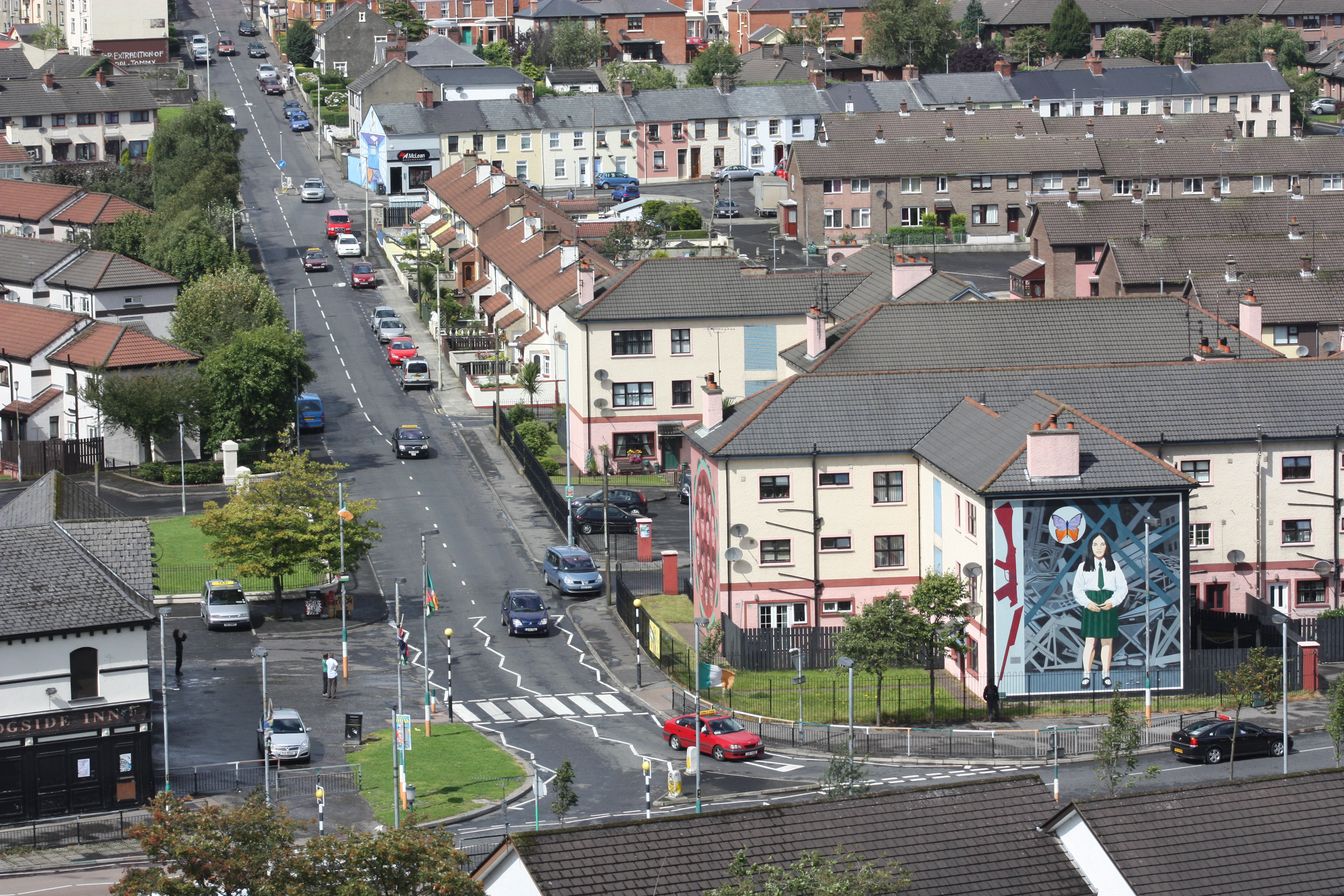
Wandgemälde zur Erinnerung an Annette McGavigan, 1971 mit 14 Jahren als 100. ziviles Opfer von britischen Soldaten in der Bogside erschossen.

Das südwestlich gelegene Portal Tomb von Ervey zeugt von frühgeschichtlicher Besiedlung.
Im 6. Jahrhundert erfolgte die Klostergründung durch den heiligen Kolumban.
Ab April 1689 belagerten katholisch-jakobitische Truppen die Stadt, die Zufluchtsort der protestantischen Siedler war. Nach 105 Tagen wurde die Belagerung beendet, indem ein Schiff mit Verpflegungen einen Damm auf dem Fluss Foyle durchbrach. Derry wurde schon 1618 in Londonderry umbenannt. Ab 1700 war Londonderry einer der wichtigen Häfen der Auswanderung von Iren in die USA. Im Zweiten Weltkrieg war es der westlichste Tiefwasserhafen der britischen Flotte.
Seit 1969 wird die Stadt durch die troubles erschüttert. Die Stadt war während des Nordirland-Konfliktes Schauplatz blutiger Auseinandersetzungen zwischen Anglikanern und Presbyterianern englischer und schottischer Abstammung (Protestanten bzw. Unionisten) und den katholisch-irischstämmigen Bewohnern (Katholiken oder Republikaner). Am 30. Januar 1972 beschossen britische Soldaten unbewaffnete Demonstranten in Derry, wobei 13 ums Leben kamen und weitere 13 verletzt wurden. Dieses Ereignis ging als Blutsonntag in die Geschichte Derrys ein.
Seit der Verwaltungsreform von 1973 war der District Derry einer der 26 Districts (Unitary Authorities) Nordirlands. Seit 1998 gibt es eine friedliche Entwicklung nach dem Karfreitagsabkommen. 1984 benannte sich der von der SDLP dominierte District von Londonderry in Derry um.

## Sehenswürdigkeiten

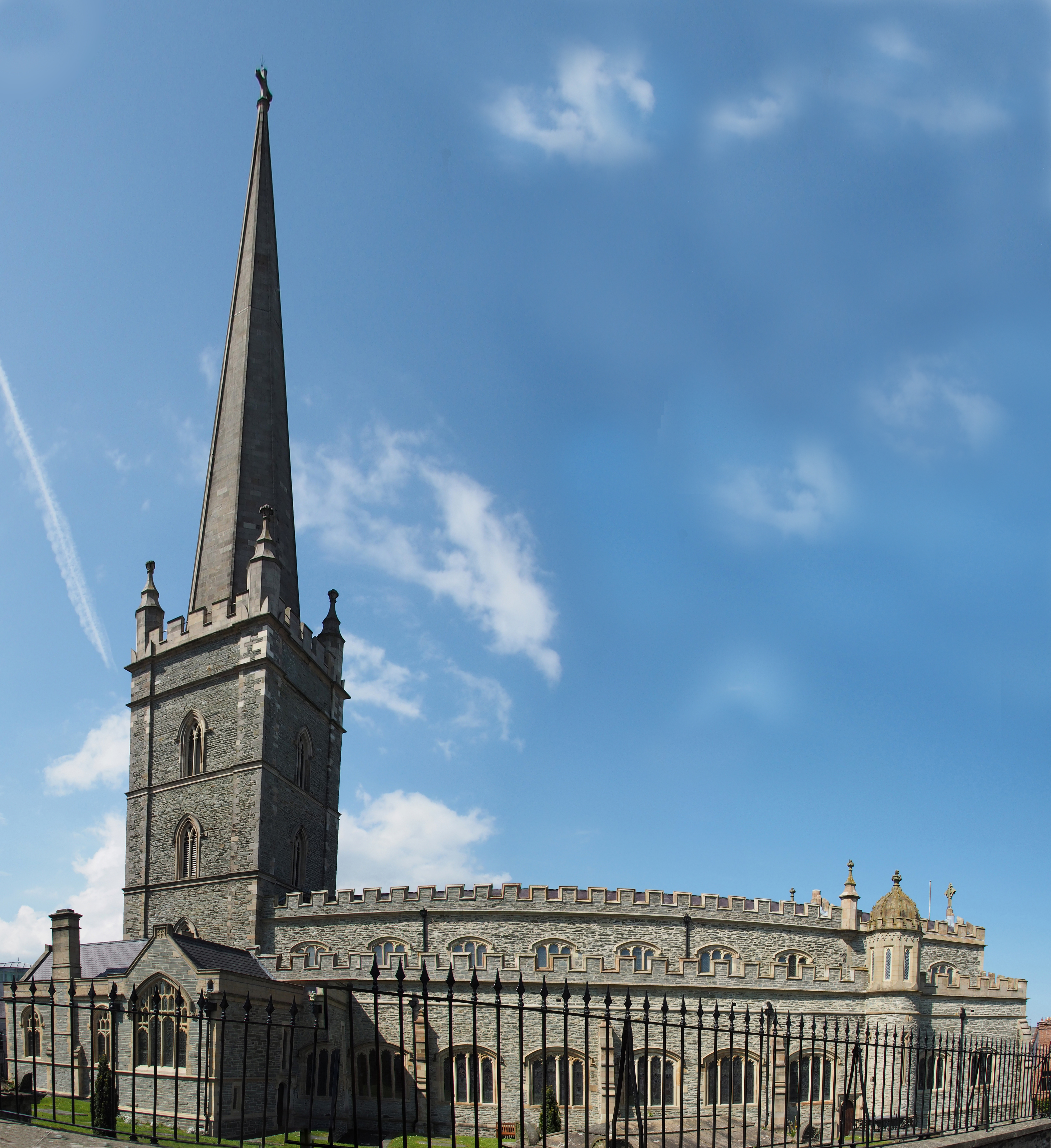
St Columb’s Kathedrale

### Altstadt, Stadtmauer und Kathedralen
Sehenswert ist die Altstadt von Derry mit der 1,6 km langen und bis zu 10,5 Meter hohen, begehbaren Stadtmauer aus dem 17. Jahrhundert, die nahezu im Originalzustand (bis auf drei später ergänzte Tore) erhalten ist und damit als besterhaltene in Großbritannien und Irland gilt. Auch befindet sich die größte anglikanische Kathedrale Nordirlands, St. Kolumban (engl. St Columb’s Cathedral), in der Stadt. Die Kathedrale wurde zwischen 1628 und 1633 erbaut und ist damit das älteste Gebäude der Stadt. Im 19. Jahrhundert wurde sie viktorianisch/neogotisch umgestaltet.
Eine weitere Kathedrale ist die St Eugene's Cathedral des römisch-katholischen Bistums Derry, deren Bau 1849 begonnen und erst 1903 fertiggestellt wurde.

### Tower Museum
Ebenfalls sehr sehenswert ist das 1992 eröffnete und mehrfach ausgezeichnete Tower Museum, in dem ausführlich die wechselhafte Geschichte der Stadt dargestellt wird und das einen weiteren Schwerpunkt auf der Geschichte der Spanischen Armada hat. Anhand von vielen Artefakten aus der im September 1588 in der Kinnagoe Bay (County Donegal) unweit von Derry gesunkenen und 1971 von Tauchern des „City of Derry Sub-Aqua Club“ wiederentdeckten spanischen Galeone „La Trinidad Valencera“, einem der größten Schiffe der Armada, wird die Geschichte des Angriffs der Armada auf England und ihrem Rückzug über Schottland und Irland erklärt.

### Weitere Sehenswürdigkeiten
- Guildhall (historisches Rathaus gegenüber dem Tower Museum mit kunstvollen Glasfenstern, die die Geschichte der Stadt von ihrer Gründung bis zu den „Troubles“ darstellen)
- Bloody Sunday Monument
- Amelia-Earhart-Center, Ballyarnett County Park, nördlich der Stadt
- Grianán von Aileach, ein Ringfort der Könige von Ulster aus dem 10. Jh., nördlich der Stadt im County Donegal

The People’s Gallery in der Bogside, einem überwiegend katholischen Stadtteil Derrys. Hier finden sich mehrere großflächige Wandbilder (sog. „Murals“), die an die Bürgerrechtsbewegung, den Bloody Sunday und Ereignisse aus der Zeit des Bürgerkrieges, „The Troubles“ erinnern.

### Rundturm
Es war aus älteren Aufzeichnungen bekannt, dass es in Derry eine frühchristliche Klosteranlage gab, zu der auch ein Rundturm gehörte. Die dortigen Gebäude wurden in den Kriegen des 16. und 17. Jahrhunderts weitgehend zerstört.
Eine Karte von 1685 zeigt für die Gegend eine Windmühle, die in der zweiten Hälfte des 18. Jahrhunderts zu einem Eishaus umgebaut wurde.
2013 wurden die Überreste davon umfangreich restauriert. Dabei wurde Mörtel aus dem Inneren des Mauerwerks entnommen. Genaue Untersuchungen an der Queen’s University Belfast ergaben, dass der Mörtel aus der Zeit zwischen 1200 und 1400 stammte, und es sich damit bei dem Bauwerk um die Überreste des Rundturms handeln musste.
Der Umfang von 6 Meter liegt an der oberen Grenze der bekannten Größen für Rundtürme, widerspricht damit aber keineswegs der Annahme, dass es sich hierbei um den originären Rundturm handelt. Auch die höher gelegene Türöffnung ist für Rundtürme typisch.

## Verkehr
- Über den Bahnhof Londonderry besteht eine Verbindung der Stadt über Coleraine mit Belfast.
- Regionalflughafen Derry 10 km östlich der Stadt (IATA-Code LDY); Flugverbindungen von Deutschland nach Derry via Birmingham, Glasgow, Liverpool oder London.[8]
- Direkte Busverbindungen unter anderem nach Belfast, Coleraine, Dublin und Donegal vom zentralen Busbahnhof.

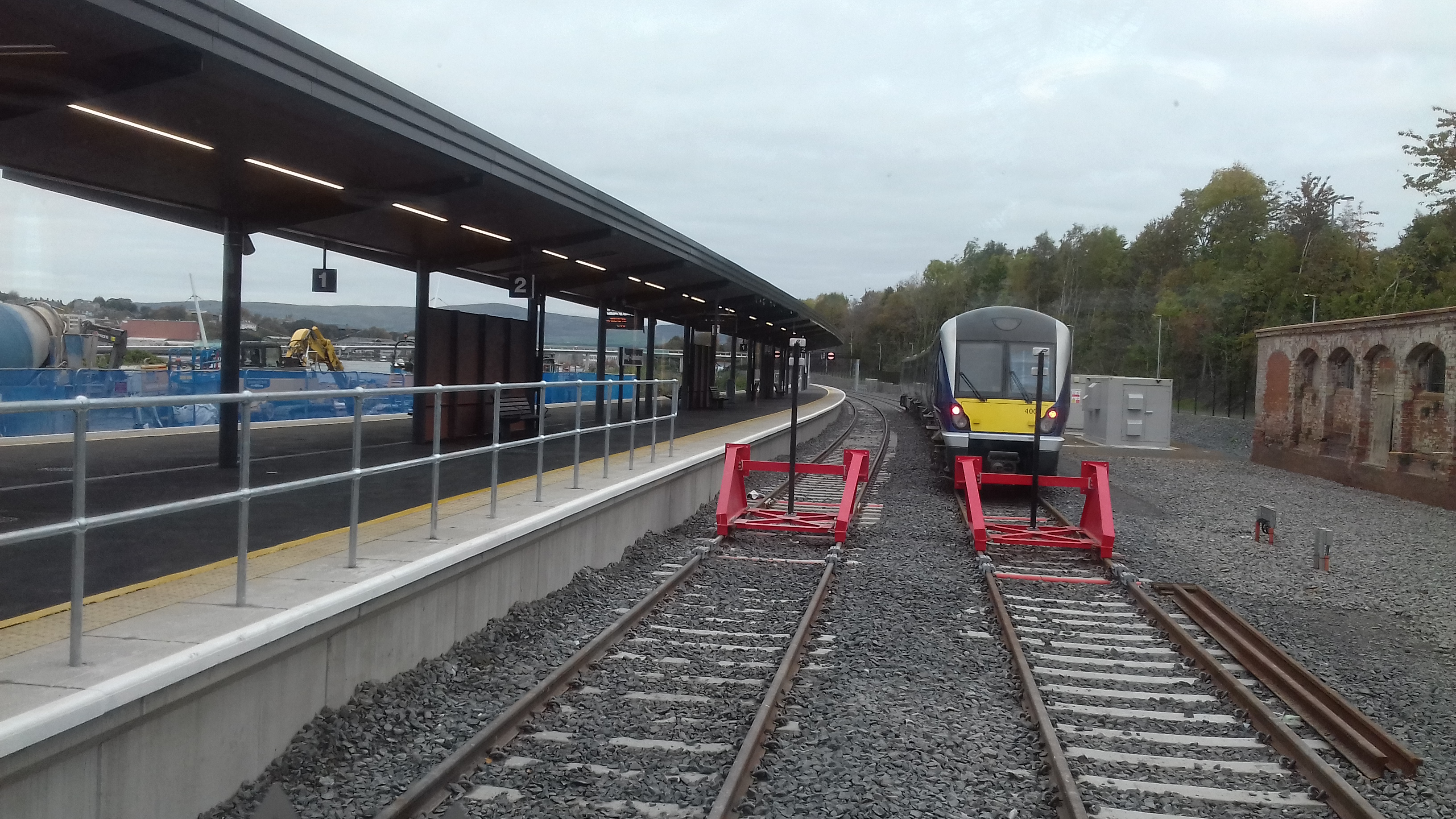
Der Bahnhof

## Sport
Die Stadt Derry ist Heimat zahlreicher verschiedener Sportvereine und -mannschaften. Gaelic Football, aber auch Fußball zählen wohl zu den populärsten Sportarten in der nordirischen Stadt.

### Fußball
Derry ist die Heimat des 1928 gegründeten Fußballclubs Derry City Football Club (Derry City FC). Der Verein ist die einzige nordirische Mannschaft, die in der League of Ireland (der Oberliga der Republik Irland) spielt und dort sehr erfolgreich ist. Unter anderem wurde die Mannschaft mehrfach Meister (1989 und 1997), Pokalsieger (1989, 1995, 2002, 2006, 2012) und Ligapokalsieger (1989, 1991, 1992, 1994, 2000, 2005, 2006, 2007, 2008, 2011). Das Heimstadion des Klubs ist das Brandywell Stadium. Wegen ihrer in den Vereinsfarben rot-weiß gestreiften Trikots wird die Mannschaft in Derry auch als die red and white army oder die candystripes bezeichnet. Erstere resultiert aus der für Nordirland typischen selbstironischen Betrachtungsweise des Bürgerkriegs mit seinen vielen verschiedenen Armies und Forces, candystripes bezieht sich auf eine populäre rot-weiß gestreifte Bonbonsorte. Weiters blickt der Klub auf eine langjährige Geschichte im europäischen Klubfußball zurück, die bis zur Europapokal-der-Pokalsieger-Saison 1964/65 zurückreicht, als der Klub in der Addition von Hin- und Rückspiel 0:5 dem rumänischen Klub Steaua Bukarest unterlag.
Im Laufe der Jahre hatten sich jedoch auch weitere Fußballvereine in und um Derry angesiedelt, so unter anderem der bereits 1905 gegründete Institut FC mit Spielbetrieb in der NIFL Championship 1. Weiters gehören der Oxford United Stars FC und der Trojans FC, deren Herrenmannschaften jeweils in Northern Ireland Intermediate League, der höchsten Amateurklasse des Landes, vertreten ist, zu Derry. Eine speziell für Derry und seine Umgebung ausgerichtete Jugend-, aber auch Herrenliga, ist die Derry and District League, in der vor allem in ihrer Jugend zahlreiche heutige und bereits ehemalige Profispieler aktiv waren. Mit dem Foyle Cup ist Derry auch Heimat eines alljährlich ausgetragenen Nachwuchsfußballturniers, an dem regelmäßig Jugendmannschaften diverser europäischer, aber auch internationaler Topklubs teilnehmen. Unter anderem nahmen sogar Jugendspieler des nordamerikanischen Franchises Ottawa Fury am Turnier in Nordirland teil.

### Gaelic Football
Das Gaelic-Football-Team von Derry trägt den Namen Derry GAA und repräsentiert das County Londonderry, eines von 32 Countys innerhalb des aus dem Jahr 1884 stammenden County Boards der GAA. Der 1884 gegründete Verein trägt seine Heimspiele im Celtic Park der Stadt Derry aus und tritt mit seinem Herrenteam vor allem in der National Football League, der Ulster Senior Football Championship, sowie der All-Ireland Senior Football Championship in Erscheinung. Des Weiteren hat der Klub Hurling-Mannschaften, die in äquivalenten Turnieren antreten. Während Derry GAA als County Team in Erscheinung tritt, gibt es in und um die Stadt zahlreiche weitere Gaelic-Football-Mannschaften, die auf Vereinsebene agieren. Zu den bekanntesten zählen hierbei vor allem Na Magha CLG, Steelstown GAC, Doire Colmcille CLG, Seán Dolans GAC, Na Piarsaigh CLG Doire Trasna und Slaughtmanus GAC.
Derry ist 2023 Austragungsort der „GAA World Games“, in diesem Rahmen werden internationale Teams Wettbewerbe im Hurling / Camogie und Gaelic Football ausspielen. Das Turnier findet vom 24. bis 27. Juli 2023 im „Derry Centre of Excellence“ in Owenbeg statt. Auch der „Deutsche Bund Gaelischer Sportarten“ wird mit Teams in allen Sportarten vertreten sein.

### Boxsport
Auch im Boxsport kann Derry mit verschiedenen Boxklubs aufwarten, wobei der bekannteste der The Ring Boxing Club ist, dem unter anderem Charlie Nash, ein vor allem in den 1970er und 1980er Jahren aktiver Boxer, und John Duddy, ein ebenfalls erfolgreicher Amateur- und Profiboxer und Titelträger, angehörten.

### Rugby Union
Neben Fußball und Gaelic Football zählt auch Rugby Union zu den populäreren Sportarten in Derry, wobei die Stadt mit dem City of Derry RFC einen Klub aufwarten kann, der unweit des Stadtzentrums angesiedelt ist. Der Verein, der bereits 1881 gegründet wurde, hatte seine größten Erfolge unter anderem in der Saison 1999/2000 mit dem Sieg des Ulster Senior Cup und der Ulster Senior League. Außerdem ist der Klub zwölffacher Sieger des Ulster Towns Cups und gewann bisher drei Mal, davon zuletzt 2008/09, den Ulster Junior Cup.

### Basketball
Der einzige Basketballverein der Stadt ist der 2002 gegründete North Star Basketball Club mit Teams in den Basketball-Northern-Ireland-Senior- und -Junior-Ligen. Die Heimspiele des Vereins werden allesamt in der Sporthalle des St. Columb’s College, einer 1879 gegründeten Jungen-Grammar-School, ausgetragen.

### Cricket
Ebenfalls populär ist in Derry die Sportart Cricket, hierbei vor allem in Waterside, dem am Ostufer des River Foyle liegenden Teils der Stadt Derry. Zu den bekanntesten und erfolgreichsten Klubs zählen der Brigade Cricket Club und der Glendermott Cricket Club, die beide in der North West Senior League, einer Provinzliga, vertreten sind. Mit insgesamt 14 Meistertiteln in der seit 1909 andauernden Geschichte ist der Brigade Cricket Club der mit Abstand erfolgreichere der beiden Vereine. Einzig nennenswerter Erfolg des seit 1926 bestehenden Glendermott Cricket Club ist der Sieg beim North West Senior Cup im Jahr 2005.

### Golf
Nicht minder populär ist in Derry der Golfsport, der auf zwei verschiedenen Plätzen ausgeübt wird. Zum einen bietet der City of Derry Golf Club Golfsport auf einer 18-Loch-Runde an, zum anderen gibt es vor den Toren der Stadt auch noch das Foyle International Golf Centre mit Blick über die Donegal Hills und einer 18- und einer 9-Loch-Runde.

## Musik
Musik spielt in der öffentlichen Kultur von Derry – wie auch in vielen anderen irischen Städten – eine große Rolle und eine ganze Reihe von international bekannten Künstlern und Gruppen stammt aus Derry. Darunter sind unter anderem:
- Dana (Gewinnerin des Eurovision Song Contest/Grand Prix Eurovision von 1970)
- Nadine Coyle (Sängerin von „Girls Aloud“)
- Peter Cunnah (Sänger von „D:Ream“)
- Phil Coulter
- The Undertones
- Neil Hannon (Sänger von „The Divine Comedy“)
- Josef Locke (Tenor, der in den 1940er und 1950er Jahren in Großbritannien, Irland und Amerika sehr beliebt war)
- Johnny McCauley (Sänger/Songwriter, Erfinder des Musikstils „Country ’n’ Irish“)
- Feargal Sharkey (bis 1983 Sänger von „The Undertones“ und später Solo mit Hits wie „A Good Heart“ erfolgreich)

1989 komponierte der irische Komponist Shaun Davey die Sinfonie The Relief of Derry, auch „Friedenssinfonie“ genannt, als Beitrag für den Versöhnungsprozess zwischen den verfeindeten Volksgruppen und den Nachkommen derer, die auf katholischer und protestantischer Seite in der Schlacht von Derry 1689 gekämpft oder ihr Leben gelassen haben. Die Sinfonie wurde 1990 in der Guildhall von Derry/Londonderry uraufgeführt.
Darüber hinaus gibt es alljährlich zahlreiche Musik-Events und Festivals wie z. B. das „City of Derry Jazz and Big Band Festival“ im April oder das „Celtronic“ (electronic dance festival) im Juni.
Lieder über Derry/Londonderry
Derry wird in mehreren bekannten Liedern besungen oder erwähnt. Die bekanntesten Beispiele sind die (inoffizielle) Nationalhymne Nordirlands, „Londonderry Air/Danny Boy“, Bobby Sands’ „Back Home in Derry“, Phil Coulters „The Town I Loved So Well“ und „Sunrise“ von „The Divine Comedy“. Über den Blutsonntag 1972 schrieb die irische Rockband U2 das populäre Lied „Sunday Bloody Sunday“.

## Serien
Die Netflix-Serie „Derry Girls“ spielt in Derry Anfang der 1990er-Jahre.

## Persönlichkeiten
- Antonia Campbell-Hughes (* 1982), Schauspielerin
- Máiréad Carlin (* 1988), Mitglied von „Celtic Women“
- Joyce Cary (1888–1957), Schriftsteller
- Phil Coulter (* 1942), Sänger und Songwriter
- Fay Coyle (1933–2007), Fußballspieler
- Nadine Elizabeth Louise Coyle (* 1985), Sängerin, siehe Girls Aloud
- Ryan Curran (* 1993), Fußballspieler
- Dana (* 1950), Sängerin und Politikerin
- Seamus Deane (1940–2021), Schriftsteller
- Willie Doherty (* 1959), Künstler
- Roma Downey (* 1960), Schauspielerin
- Mark Durkan (* 1960), Politiker
- Lew Elder (1905–1971), kanadischer Radrennfahrer
- Aaron McEneff (* 1995), Fußballspieler
- George Farquhar (ca. 1677–1707), Dramatiker
- Shane Ferguson (* 1991), Fußballspieler
- Darron Gibson (* 1987), Fußballspieler
- Robert Greacen (1920–2008), Dichter und Essayist
- Daryl Gurney (* 1986), Dartspieler
- Felix Healy (* 1955), Fußballspieler und -trainer
- James Hewitt (* 1958), britischer Militärangehöriger
- John Hume (1937–2020), Politiker, Friedensnobelpreisträger 1998
- Ryan McBride (1989–2017), Fußballspieler
- Liam McCormick (1916–1996), Architekt
- Brian McGilloway (* 1974), Schriftsteller
- Damian McGinty (* 1992), Sänger und Schauspieler
- James Joseph McGuinness (1925–2007), Bischof von Nottingham
- Jim McGuinness (1920–2008), Print- und Rundfunkjournalist
- Martin McGuinness (1950–2017), Politiker (Sinn Féin) und von Mai 2007 bis Januar 2017 Deputy First Minister of Northern Ireland
- Norah McGuinness (1901–1980), Malerin und Illustratorin
- Ciaran McKeown (1943–2019), Journalist und Friedensaktivist in Nordirland
- Jimmy McShane (1957–1995), britischer Sänger und Tänzer, siehe Baltimora
- Patsy O’Hara (1957–1981), INLA-Mitglied, im Hungerstreik gestorben
- John O’Neill (* 1958), Fußballspieler und -trainer
- Edward Pemberton Leach (1847–1913), General der British Army
- Ryan Quigley (* 1977), Jazzmusiker
- Paul Ramsey (* 1962), Fußballspieler
- Aileen Reid (* 1982), Triathletin
- John Ross, 1. Baronet (1853–1935), Richter, Politiker und letzter Lordkanzler von Irland
- Feargal Sharkey (* 1958), Musiker (The Undertones)
- Jason Smyth (* 1987), Leichtathlet
- Bobby T (* 1979), Model und eine Schauspielerin
- Craig Young (* 1990), irischer Cricketspieler